# Kroklandet
Kroklandet är en bebyggelse och halvö söder om tätorten Holmsund, nästan 2 mil söder om Umeå. För bebyggelsen på östra sidan av halvön avgränsade SCB före 2015 en småort namnsatt till Kroklandet östra. Från 2015 räknas denna som en del av tätorten Holmsund.